# Ruta Estatal de Arizona 64
La Ruta Estatal de Arizona 64, y abreviada SR 64 (en inglés: Arizona State Route 64) es una carretera estatal estadounidense ubicada en el estado de Arizona. La carretera inicia en el Sur desde la I 40     en Williams hacia el Norte en la US 89     en Cameron. La carretera tiene una longitud de 174,3 km (108.31 mi).

## Mantenimiento
Al igual que las autopistas interestatales, y las rutas federales y el resto de carreteras estatales, la Ruta Estatal de Arizona 64 es administrada y mantenida por el Departamento de Transporte de Arizona por sus siglas en inglés ADOT.

## Cruces
La Ruta Estatal de Arizona 64 es atravesada principalmente por la  US 180     en Valle.